# Гръцка ела
Гръцката ела (Abies cephalonica), също цефалонска ела, е дърво от семейство Борови (Pinaceae). Видът е незастрашен от изчезване.

## Разпространение
Разпространен е в Гърция.